# جين آن فيليبس
جين آن فيليبس (بالإنجليزية: Jayne Anne Phillips)‏‏ (يوليو 1952 في بيوكانان - ) روائية، وكاتِبة من الولايات المتحدة.

## الجوائز
- زمالة غوغنهايم
- جائزة هارتلاند [الإنجليزية]‏
- جائزة سو كوفمان للرواية الأولى
- جائزة بوليتزر للرواية 2024 عن كتابها :المراقبة الليلية -Night Watch[6]

## روابط خارجية
- جين آن فيليبس على موقع مونزينجر (الألمانية)
- جين آن فيليبس على موقع ميوزك برينز (الإنجليزية)